# Печниковское сельское поселение
Печниковское сельское поселение или муниципальное образование «Печниковское» —— муниципальное образование  со статусом сельского поселения в Каргопольском муниципальном районе Архангельской области.
Соответствует административно-территориальным единицам в Каргопольском районе — Лёкшмозерский и Печниковский сельсоветы.
Административный центр — деревня Ватамановская.

## География
Печниковское сельское поселение находится на юго—западе Архангельской области, между озером Лача и границей с Карелией. Крупнейшие реки в поселении — Лёкшма, Сиянга, Воя; крупнейшее озеро — Лёкшмозеро. Часть территории поселения входит в Кенозерский национальный парк.

## История
В 1655 году в селе Красная Ляга была построена деревянная Сретенско-Михайловская церковь.
В 1797 году в Каргопольский уезд входили Вохтомская волость и Лёкшмозерское общество Кенозерской волости. В 1905 году Лёкшмозерская волость состояла из 4 сельских обществ: Долгозерское, Лёкшмозерское, Орловское, Труфановское. В Лёкшмозерской волости в 1927 году было создано три сельсовета: Долгозерский, Орловский и Труфановский.
В 1929 году Лёкшмозерская и Печниковская волости Каргопольского уезда вошли в состав Каргопольского района.
Муниципальное образование было образовано в 2004 году. Первоначально планировалось создать 2 поселения: Печниковское сельское поселение и Лёкшмозерское сельское поселение (административный центр — деревня Морщихинская).

## Население
| 2010 | 2011 | 2012 | 2013 | 2014 | 2015 | 2016 |
| ---- | ---- | ---- | ---- | ---- | ---- | ---- |
| 965  | ↘960 | ↘958 | ↘942 | ↗944 | ↘919 | ↘916 |
| 2017 | 2018 | 2019 | 2020 |      |      |      |
| ↘879 | ↗881 | ↘875 | ↘869 |      |      |      |

## Состав сельского поселения
| №  | Населённый пункт      | Тип населённого пункта          | Население |
| -- | --------------------- | ------------------------------- | --------- |
| 1  | Антоновская           | деревня                         | ↗1        |
| 2  | Анфаловская           | деревня                         | ↗35       |
| 3  | Ватамановская         | деревня, административный центр | ↗466      |
| 4  | Воротниковская        | деревня                         | →4        |
| 5  | Гавриловская (Лядины) | деревня                         | ↘66       |
| 6  | Гужово                | деревня                         | →0        |
| 7  | Дудкинская            | деревня                         | ↗22       |
| 8  | Думино                | деревня                         | →0        |
| 9  | Ившинская             | деревня                         | ↘1        |
| 10 | Илекинская            | деревня                         | ↗9        |
| 11 | Казариновская         | деревня                         | ↗6        |
| 12 | Кайсаровская          | деревня                         | →8        |
| 13 | Киселевская           | деревня                         | ↘11       |
| 14 | Красниковская         | деревня                         | ↗78       |
| 15 | Кучепалда             | деревня                         | →0        |
| 16 | Лисицинская           | деревня                         | ↘2        |
| 17 | Морщихинская          | деревня                         | ↗235      |
| 18 | Ожегово               | деревня                         | →0        |
| 19 | Олеховская            | деревня                         | ↗73       |
| 20 | Прокошинская          | деревня                         | ↗3        |
| 21 | Столетовская          | деревня                         | ↗36       |
| 22 | Стрелковская          | деревня                         | →0        |
| 23 | Фоминская             | деревня                         | ↗7        |
| 24 | Хвалинская            | деревня                         | ↗15       |

## Экономика
Лесозаготовка и лесообработка, предприятие «Печниково», два сельхозпредприятия, печниковская средняя общеобразовательная школа и лекшмозерская общеобразовательная школа.

## Достопримечательности
Храмовый комплекс Лядинского погоста в селе Гавриловская.

### Карты
- [web.archive.org/web/20070607041600/mapp37.narod.ru/map1/index077.html Топографическая карта P-37-77,78_ Ширяиха]